# 羽川豊
羽川 豊（はがわ ゆたか、1957年12月8日 - ）は、栃木県足利市出身のプロゴルファー。

## 経歴
足利工業大学附属高校1年次の1973年からゴルフを始め、肘を壊し熱中していた野球を諦めたのと、父・米豊が練習場の経営に乗り出したタイミングが合ったことで、ゴルフにのめり込む。努力もあって、才能はいきなり開花し、2年次の1974年には早くも全国高校ゴルフ選手権に出場。3年次の1975年には全国高校ゴルフ選手権の個人戦で湯原信光・白浜育男・金谷多一郎に次ぐ4位、第10回栃木県知事盃では2位に入った。
卒業後の1976年に専修大学へ進学し、1年次の同年から4年次の1979年まで朝日杯全日本学生4連覇を達成したほか、2年次の1977年には関東学生で優勝。　
1979年には主将を務め、春は関東学生で2位に入り、関東アマでは298打で優勝。
第1回かながわオープンでは初日に一度は崩れて2オーバーとなったが、残り5ホール3バーディーを奪い、並みいるプロを抑えて2位でスタートする。最終日には途中まで首位を走り、終盤崩れたものの、村上隆・岩下吉久と並んでの2位タイに入った。
全日本大学学生リーグでは最終日当日の朝に宿舎で「母校の名誉をかけて死に物狂いで戦え!」と珍しく猛烈な檄を飛ばし、メンバーを勇気づけて日本大学の14連勝を阻止する5戦全勝の完全優勝に導き、最優秀選手に選出された。　
日本学生では大町昭義に10打の大差を付けて優勝し、アジアアマ日本代表として個人・団体共に優勝。
卒業後の1980年からは霞ヶ関カンツリー倶楽部で修行を積み、プロテストでは当時の新記録である8アンダーで優勝。
1981年のアジアサーキット・タイランドオープンでは前日3位で迎えた最終日に73のスコアであったが、通算4アンダー284でペイン・スチュワート&ゲイロード・バローズ（アメリカ）と共にトム・シークマン（アメリカ）の2位タイに入り、日本勢では10位タイの鈴村久・泉川ピートを抑えて最上位となった。
1981年の日本オープンでは3日目に尾崎直道、ボビー・クランペット（アメリカ）と共に首位から3打差6位に着けた。最終日には通算イーブンパーのラインをめぐって攻防が繰り広げられた中で一時通算3オーバーに落としたが、12番から3連続バーディーで通算イーブンパーとなり、2日目から首位を走る森憲二に並んで首位に立つ。最終18番ではグリーンを外したがパーで切り抜けて、森を待つ。見守る羽川はプレーオフを覚悟したが、18年目のベテラン森はプレッシャーに押し潰されたのかパーパットを外した。プロ初優勝が日本最高峰の大会で、大会初のレフティーとしての優勝となった。
2日間36ホールの短期決戦となった日本シリーズでは朝から深々と降った雪は10cmに積もり、スキー場のようになってしまった大阪よみうりカントリークラブで、初出場の倉本昌弘・湯原信光と共に報道陣に囲まれながら雪合戦をして無邪気にはしゃいだ。東京よみうりカントリークラブは初ラウンドであったが、コースを一歩出れば、羽川が通った専修大学生田キャンパスと、学生時代に汗を流した小田急線生田駅前の練習場は目と鼻の先にあり、東京シリーズの期間中は練習場のオーナー宅からコースに通っていた。
初日には4バーディ、2ボギーの70をマークし、共に最終組を回った青木功に4打差3位でスタートした。最終日には自信に満ち溢れる積極プレーを青木の一組前で展開し、前半は4、6、9番と3つのバーディで33、後半のインに入っても11、12番と連続バーディと、キャッシュインのパターから放たれるパットは、面白いようにカップへと吸い込まれる。15番では5mをねじ込むと、16番は2mにつけてあっさりと1パットすると、17番のパー5は2番アイアンの第2打を土手にぶつけながら8mに2オンし、2パットに収めて圧巻の3連続バーディを奪う。一気に青木を抜き去り首位に躍り出たが、青木も意地を見せ、17番は手前3mを沈めてバーディで羽川に並びかける。難所の最終18番パー3のティイングエリアに立った羽川はグリーンを左に外しながらも9番アイアンでランニングアプローチ、1.2mオーバーさせたが、このスライスラインを決めてパーセーブに成功するとボールをギャラリー席へと放り込んだ。ティショットを待つ青木にプレッシャーをかける形でホールアウトしたが、一方の青木も手前から4m近いパーパットを残す大ピンチを、羽川が見守る中でど真ん中から沈め、プレーオフへと持ち込まれた。プレーオフは本戦で2mを沈めてバーディを奪っている16番パー4で、うっすらと笑みを浮かべて放った7番アイアンの第2打は、ピン奥1.5mについた。一方の青木は第2打をグリーン左に外し、約14mのアプローチを60cmにつけるのが精一杯であった。羽川はこの1mをしっかりと沈め、左手の拳を握りしめてガッツポーズを見せ、堂々の勝ちっぷりの後に青木の祝福に笑顔で応じた。
日本シリーズは23歳363日で優勝し、2023年に優勝した蝉川泰果の22歳326日に更新されるまでの大会最年少記録であった。
同年代である湯原や倉本と共に「ニューウェーブ三羽烏」と称され、1982年には前年の日本での活躍からマスターズに青木と共に招待され、史上4人目のレフティでの出場を果たす。
マスターズの前週にはグリーンズボロ・オープンに出場し、初めてのPGAツアーの試合で緊張してミスも多くなり、3日目まで56位と低迷していたが、最終日にベストスコアの3アンダー69で回って13位でフィニッシュ。
オーガスタデビューの初日はみぞれ混じりの雨と強風で36人がホールアウトできずサスペンデッドになったが、羽川は何とかホールアウトし、2バーディー、3ボギー、1ダブルボギーの75で、イーブンパーのファジー・ゼラーに3打差の暫定8位でスタートする。2日目にはサスペンデッド組が消化し、3アンダーのジャック・ニクラスが首位に立ったが、羽川は16位で第2ラウンドへ向かう。2つボギーが先行したが、7、10番で取り返し、13番パー5では2オンに成功したが3パットのパーなど74をマーク。通算5オーバーで、第2ラウンドを終えて首位のクレイグ・スタドラー、カーチス・ストレンジに5打差の19位に着け、青木が1打及ばず予選落ちする中で決勝ラウンド進出を決める。3日目には8番パー5でバーディーを奪った時点で10位に浮上し、後半は出入りの激しいゴルフになった。10、11番ボギー後に12、13番でバーディーも15、16番連続ボギーで後退したが、17番で1mに寄せ、18番では4番アイアンの第2打を2.5mにつけての連続バーディーでフィニッシュ。初めてアンダーパーの71で回り、通算4オーバーで首位スタドラーに9打差ながら16位に浮上。最終日には3番でボギーが先行も、5、7番をバーディーとし、13番パー5では第2打で一旦はグリーンに乗ったが、戻って来てクリークに入るボギー。16番で1.5mにつけて取り返し、最終18番ではグリーン左に外し、アプローチを1.5mに寄せてパーで切り抜けた。この日72で通算4オーバーを守り、ニクラス、ゲーリー・プレーヤー（南アフリカ）らと並び、レフティとしてボブ・チャールズ（ニュージーランド）と並ぶ最高タイの15位に食い込んだ。
マスターズの試合後にはアメリカの選手や関係者から「現役では最高のレフティだ」と絶賛されたが、1984年にはシード権を喪失し、俗に言われる「イップス」にも悩まされるなどスランプに陥る。スランプは長く続き、1988年に現状を打破しようと尾崎将司率いる「ジャンボ軍団」に加入した。ジャンボからは「4年悪かったんだから、4年かけて元に戻そう」と声をかけられ、スタミナ不足を解消するべく練習に励む。同年、シード権を取り返し、1991年には8年ぶりに優勝した。
2000年の日本プロを最後にイップスが原因で2008年まで試合に一切出場しなかったが、たまたま家に置いてあった長尺パターを使ったのがきっかけでイップスを克服し、2008年からはシニアツアーに参戦。
2011年にPGAフィランスロピーシニアトーナメントでシニアツアー初優勝、ツアー競技では20年ぶりの優勝であった。
1998年からはゴルフ中継解説者として活躍し、主にテレビ朝日のメジャー大会でのコースレポーターや、NHK・WOWOWなどで解説を担当したほか、かつてはテレビ東京でゴルフ番組を担当していたこともあり、都内で会員制のゴルフ教室「羽川豊ゴルフサロン」も主宰。
2016年からは母校・専大ゴルフ部監督に就任し、部長も兼任している。

## 優勝歴

### 日本ツアー (5)
| 勝数         |
| メジャー (2) |
| ツアー (3)   |

| No. | 日時          | 大会                                   | 優勝スコア            | 打差       | 2位               |
| --- | ------------- | -------------------------------------- | --------------------- | ---------- | ----------------- |
| 1   | 1981年11月1日 | 日本オープンゴルフ選手権競技           | E (74-69-69-68=280)   | 1打差      | 中嶋常幸、 森憲二 |
| 2   | 1981年12月6日 | ゴルフ日本シリーズ                     | -9 (70-65=135)        | プレーオフ | 青木功            |
| 3   | 1983年6月5日  | 東北クラシック                         | -11 (70-69-67-71=277) |            |                   |
| 4   | 1991年3月17日 | インペリアル・ゴルフトーナメント       | -6 (70-72-66-74=282)  | 1打差      | 尾崎直道          |
| 5   | 1991年3月24日 | ダイドー静岡オープンゴルフトーナメント | -10 (70-72-69-67=278) | 1打差      | 須貝昇            |

#### プレーオフ記録 (1-1)
| No. | 年     | 大会                 | 対戦相手 |
| --- | ------ | -------------------- | -------- |
| 1   | 1981年 | 関東プロゴルフ選手権 | 金井清一 |
| 2   | 1981年 | ゴルフ日本シリーズ   | 青木功   |

### その他
- 1995年 - 関東オープン

### シニアツアー (2)
- 2011年 - PGAフィランスロピーシニアトーナメント
- 2013年 - ファンケルクラシック